# Stelio Belletti

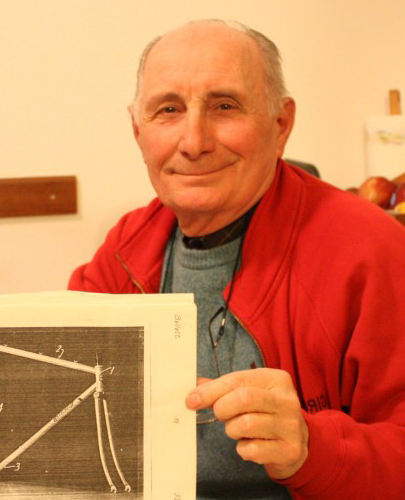
Stelio Belletti nel 2011

Stelio Belletti (Mantova, 19 novembre 1932) è un artigiano e imprenditore italiano specializzato nella costruzione di telai. Nel 1973 ha fondato il marchio Stelbel.

## Carriera

### Nel settore aeronautico
A partire dal secondo dopoguerra, all'età di 13 anni, Stelio Belletti affianca il padre Antenore Belletti nell'officina di Milano, in via Giovanni Antonio Amadeo nel quartiere Ortica, dove viene svolta l'attività di costruzione e riparazione di fusoliere in tubolari d'acciaio.
I lavori venivano eseguiti per alcune delle più importanti aziende aeronautiche del milanese, soprattutto dalla Società italiana Ernesto Breda dove il padre Antenore Belletti si era formato negli anni precedenti alla guerra.
In quegli anni Importanti commesse arrivano anche dalla Fratelli Nardi e dalla Caproni di Taliedo.
Negli anni 50 inizia il rapporto con la neonata Aviamilano di Mario Vietri, che si rivolge ai Belletti per diversi progetti, spesso tramite l'ingegnere Stelio Frati, che regolarmente commissionava lavori all'officina, soprattutto per la costruzione di prototipi. 
Uno dei lavori più importanti riguarda lo sviluppo di una fusoliera per l'aereo leggero F.8L Falco disegnato dallo stesso Frati. 
Gli artigiani inoltre  costruirono tutte le fusoliere dell'aereo P.19 sempre della società Aviamilano e  progettato dall'ingegner Ermenegildo Preti.
L'Officina Belletti, su spinta del settore aeronautico, fu tra le prime aziende in Italia a dotarsi di attrezzature per la saldatura TIG, acquistando verso la metà degli anni 60 una delle prime saldatrici Miller ad essere importata in Italia.

### Nel settore motociclistico

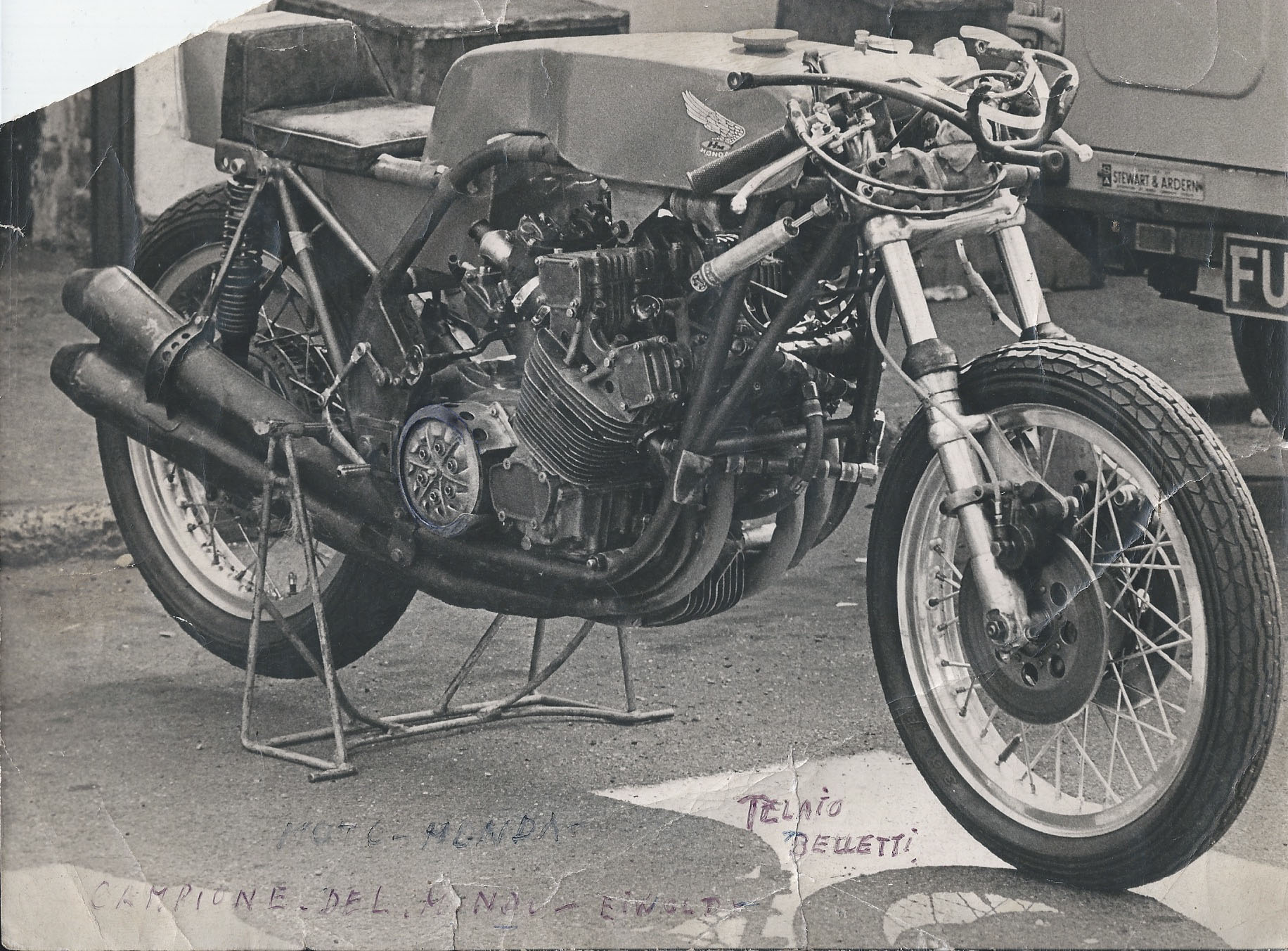
Honda GP 500 di Mike Hailwood con telaio Belletti

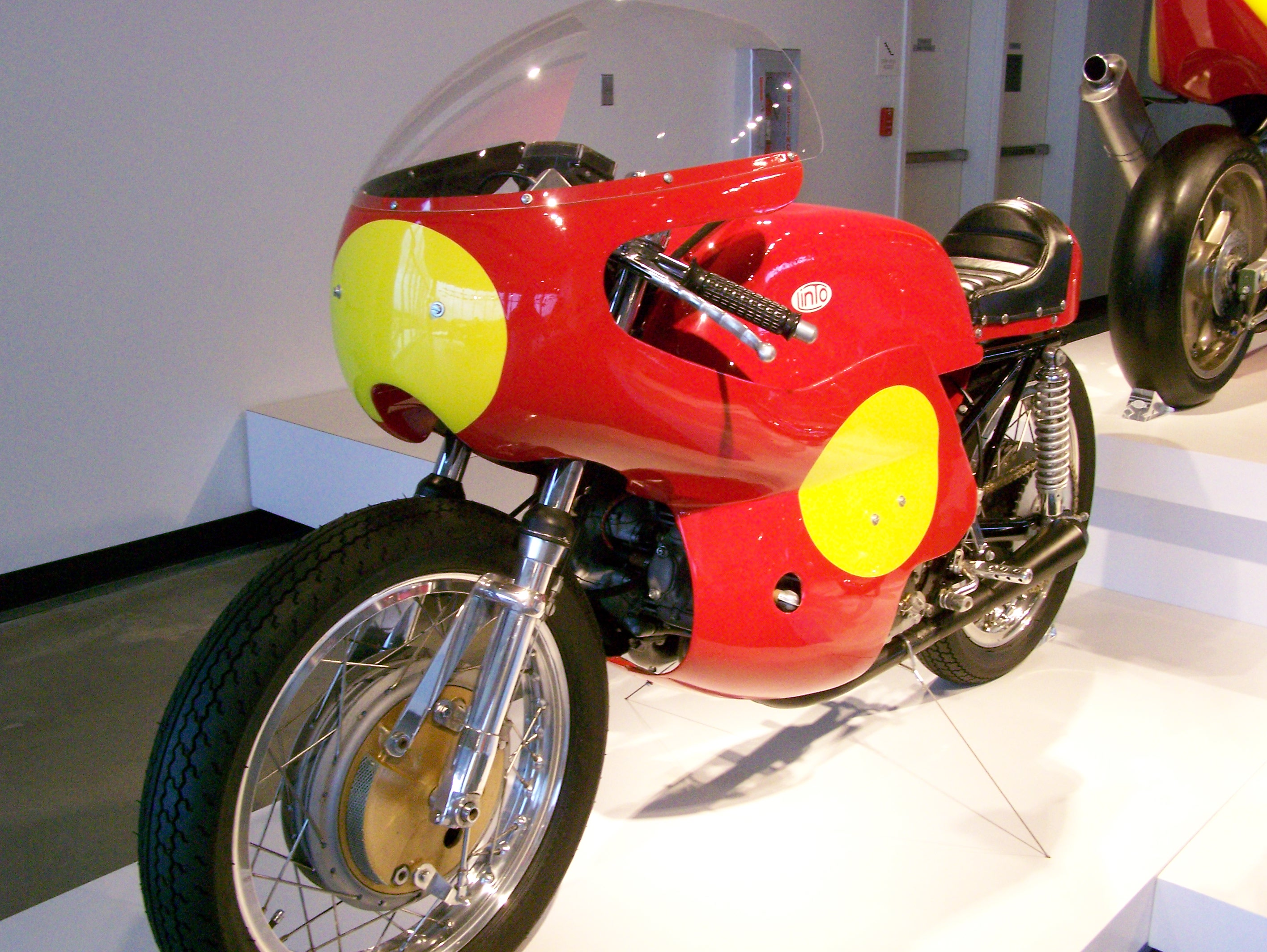
Linto500GP1969

A partire dalla fine degli anni 50 l'Officina Belletti, pur continuando a servire il settore aeronautico, stringe importanti relazioni nel campo delle competizioni motociclistiche, collaborando con continuità con l'Ing. Lino Tonti alla costruzione di telai per motociclette destinate alle competizioni. 
Fra le prime realizzazioni ci sono telai per la Paton, l'Officina Belletti costruirà regolarmente telai per il marchio milanese fino al 1973. I modelli Paton equipaggiati con telaio Belletti, o da una replica dello stesso, vengono identificati con la sigla BL, come ad esempio accade per il modello  BL3-R, tuttora in produzione.
A partire dai primi anni 60 altri marchi italiani fra cui spiccano, Linto, Puch Frigerio e Guazzoni si affidarono alla famiglia Belletti per la realizzazione di telai speciali e prototipi per moto da competizione.
Una delle realizzazioni più significative in campo motociclistico risale al 1967. In quell'anno Mike Hailwood avrebbe preso parte al campionato mondiale in sella alla Honda 500 GP, ma subito dopo i primi test invernali il pilota iniziò a lamentarsi delle prestazioni del telaio. Quell'anno i tecnici della casa giapponese erano concentrati sullo sviluppo del motore (che  risultava essere fra i più potenti del campionato) e decisero di non apportare ulteriori modifiche alla ciclistica.
Tramite lo specialista Giuseppe Pattoni il pilota si rivolse in forma privata ai costruttori Stelio e Antenore Belletti per la costruzione di un nuovo telaio, che realizzarono per il pilota britannico un telaio a doppia culla in tubolari d'acciaio in soli 16 giorni.
La Honda GP 500 equipaggiata con il nuovo telaio Belletti venne utilizzata per la prima volta alla Mototemporada romagnola nella tappa di Rimini il 14 maggio 1967, gara che il pilota vinse interrompendo la serie positiva di Giacomo Agostini su MV Agusta.  Venne anche utilizzata nel campionato del mondo durante le prove sul circuito tedesco di Hockenheim, ma la Honda ne vietò l'utilizzo durante la gara e per i gran premi successivi.
Nel 1968 iniziò anche la costruzione della serie limitata di telai per equipaggiare la moto da gran premio LinTo 500 GP, tutti i telai di questo modello disegnato dall'amico Lino Tonti furono realizzati dai Belletti.
Le collaborazioni in campo motociclistico sono proseguite fino all'inizio degli anni 70.

### Nel settore ciclistico
Stelio Belletti si appassiona alla bicicletta da corsa in senso sportivo fin da ragazzo. A partire dai primi anni 70, corre in competizioni locali e amatoriali con ottimi risultati.
Con la complicità di un momento di stallo nell'attività dell'Officina di famiglia e anche dall'insoddisfazione nei riguardi dell'ultima bicicletta da corsa acquistata, Stelio Belletti si cimentò nella costruzione di telai per bicicletta da competizione a partire dai primi anni 70. I risultati ottenuti lo incoraggiarono a fondare il marchio Stelbel nel 1973.
All'epoca l'artigiano fu il primo in Italia a realizzare telai per biciclette con la tecnica di saldatura TIG, imparata e affinata negli anni precedenti grazie al lavoro svolto nel settore aeronautico.
Nel 1975 Stelio Belletti brevettò il primo telaio saldato con tecnica di saldatura TIG in Italia e nello stesso anno la nazionale polacca, che correva con biciclette Stelbel, vinse la medaglia d'oro ai campionati del mondo di Mettet nella prova a cronometro a squadre.
Con la seconda metà degli anni 70 l'attività dell'officina Belletti venne concentrata nella costruzione di telai per ciclo Stelbel, diminuendo gradualmente l'impegno in altri settori.
All'inizio degli anni 80 il padre lasciò il lavoro in azienda per questioni di età e sotto la guida di Stelio, l'azienda arrivò ad impiegare alcuni dipendenti.
A Stelio Belletti va il merito di aver sempre sperimentato soluzioni particolari per la costruzioni di telai per ciclo. Si ricorda ad esempio che fu tra i primi costruttori a realizzare telai in acciaio inossidabile.
L'attività dell'officina continuò ininterrottamente fino al 1990, anno di chiusura della stessa.
Seguirono alcuni anni in cui Belletti collaborò con altri marchi italiani alla realizzazione di telai saldati con tecnica TIG e tubazioni in acciaio o alluminio.
Concluso l'impegno lavorativo, Stelio Belletti ebbe più tempo per dedicarsi all'attività sportiva, partecipando a parecchie manifestazioni ciclistiche, impegnandosi anche in prima persona all'organizzazione di eventi dedicati.